# Mongolische Brahmi-Schrift

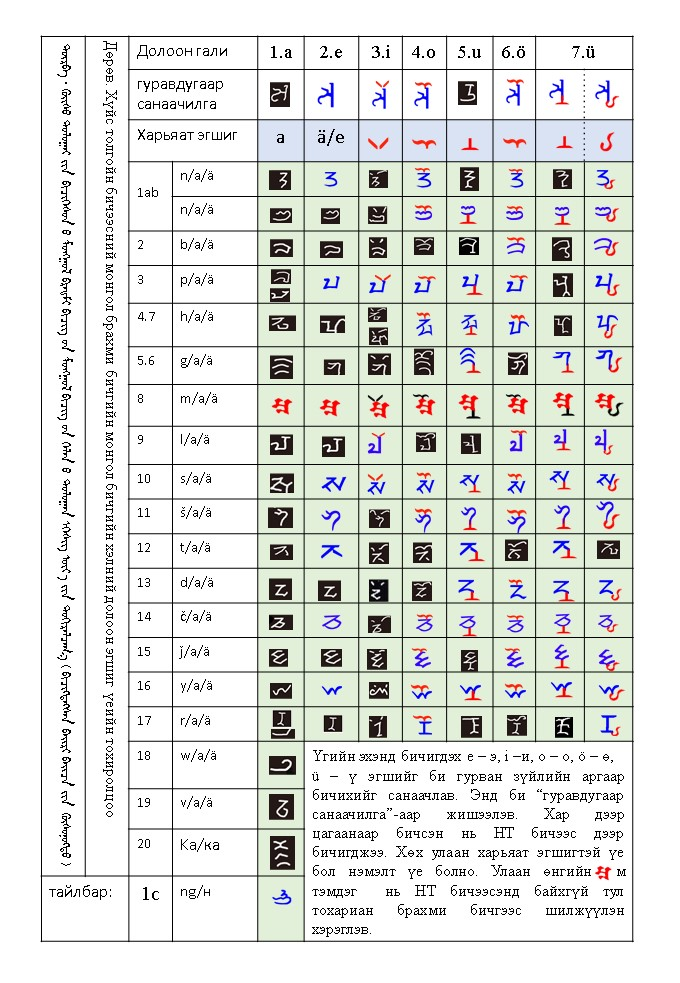

Die Mongolische Brahmi-Schrift (ᠮᠤᠩᠭᠤᠯ
ᠪᠷᠠᠾᠮᠢ
ᠪᠢᠴᠢᠭ) besteht aus 31 Zeichen (Buchstaben).
Sie ist ein Alphabet und eine Silbenschrift und wird von oben nach unten und in Spalten von rechts nach links geschrieben.
Davon sind 2 unabhängige Vokale ᠳᠠᠩ ᠡᠭᠡᠰᠢᠭ, 3 abhängige Vokale ᠬᠠᠷᠢᠶᠠᠲᠤ ᠡᠭᠡᠰᠢᠭ (4 Zeichen: 6 Töne: 3 Starke Vokale und 3 Schwache Vokale) und 24 Konsonanten oder Vokalkonsonanten egesigtü geigülügči ᠡᠭᠡᠰᠢᠭᠲᠦ ᠭᠡᠢᠭᠦᠯᠦᠭᠴᠢ (20 Töne). Es gibt keine initiale, mediale und finale Schreibweise wie in der klassischen mongolischen Schrift.